# Liste der Wappen im Bezirk Wels-Land
Die Liste der Wappen im Bezirk Wels-Land zeigt die Wappen der Gemeinden im oberösterreichischen Bezirk Wels-Land.

## Wappen der Städte, Marktgemeinden und Gemeinden

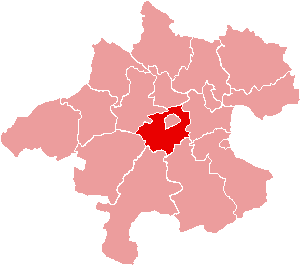
Lage in Oberösterreich
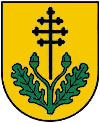
Aichkirchen
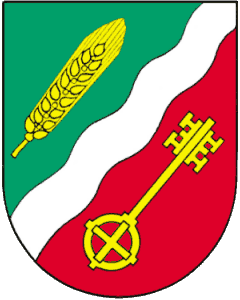
Bachmanning
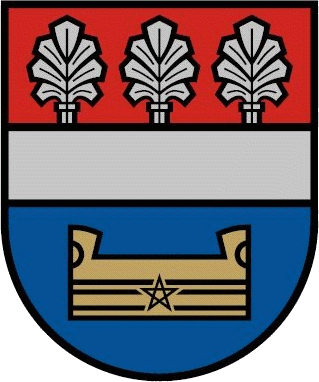
Bad Wimsbach-Neydharting
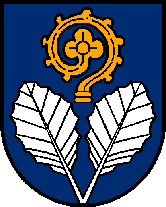
Buchkirchen
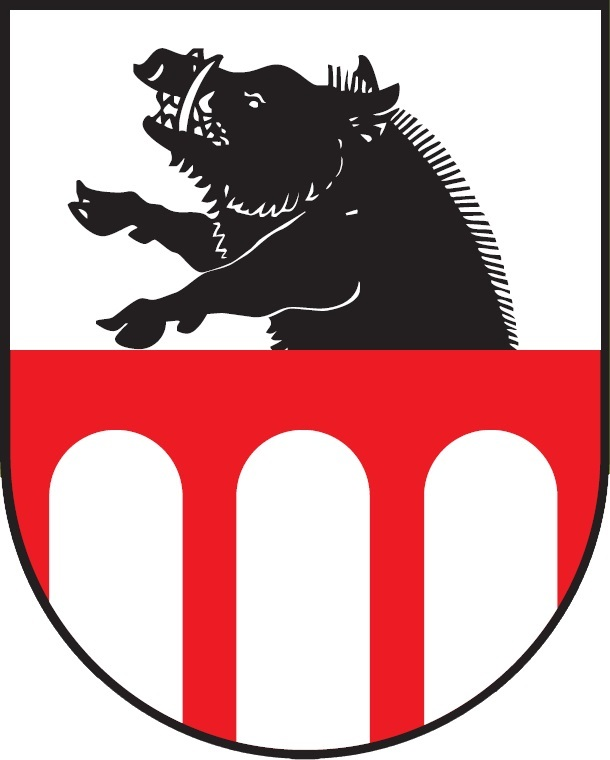
Eberstalzell
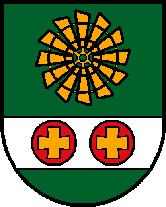
Edt bei Lambach
Fischlham
Gunskirchen
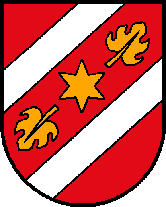
Holzhausen
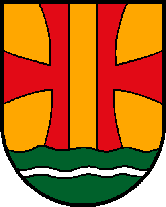
Krenglbach
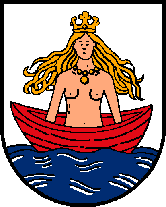
Lambach
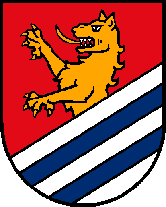
Marchtrenk
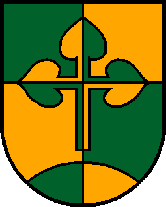
Neukirchen bei Lambach
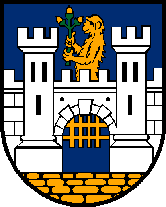
Offenhausen
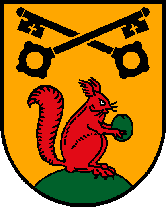
Pennewang
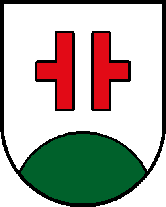
Pichl bei Wels
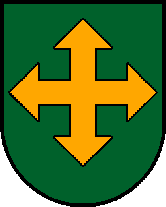
Sattledt
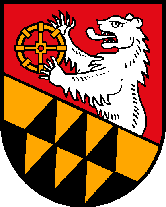
Schleißheim
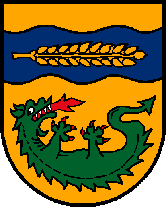
Sipbachzell
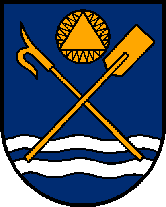
Stadl-Paura
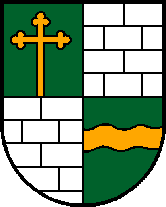
Steinerkirchen an der Traun
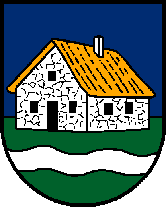
Steinhaus
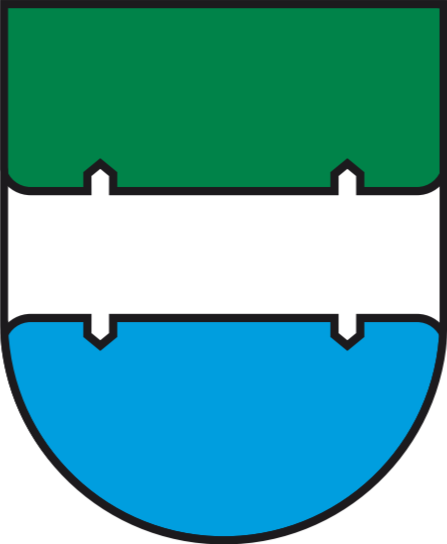
Thalheim bei Wels
Weißkirchen an der Traun